# East 17
East 17 er en britisk popgruppe dannet i 1992.
Gruppen er opkaldt efter postnummeret for Walthamstow, som ligger i Londons Waltham Forest.
Tony Mortimer var oprindeligt en del af East 17, men forlod senere gruppen. Tony Mortimer var i gruppens storhedstid den primære sangskriver.[kilde mangler]